# Список людей на почтовых марках Гавайев

Список людей на почтовых марках Гавайев охватывает период с 1851 по 1899 год, когда Гавайи выпускали собственные почтовые марки (в настоящее время там в обращении находятся почтовые марки США).

## Перечень
На гавайских марках встречаются изображения следующих людей, связанных с историей Королевства Гавайи и последующих самостоятельных гавайских администраций (в хронологической последовательности и в порядке выхода первой марки с портретом данной персоны):
- Король Камеамеа III (англ. Kamehameha III), 1853 (Sc #5).
- Король Камеамеа IV (англ. Kamehameha IV), 1861 (Sc #27).
- Король Камеамеа V (англ. Kamehameha V), 1866 (Sc #32).
- Принцесса Виктория Кухина-нуи Гавайская (англ. Kaahumanu IV), 1871 (Sc #30a).
- Губернатор Матео Кекуанаоа (англ. Mataio Kekūanāoa), 1871 (Sc #34).
- Король Калакауа, 1875 (Sc #35).
- Принц Уильям Питт Лелейооку (англ. Leleiohoku II), 1875 (Sc #36).
- Принцесса Мирам Кекаулуои Ликелике (англ. Likelike), 1882 (Sc #37).
- Королева Эстер Капиолани (англ. Queen Kapiolani), 1882 (Sc #41).
- Король Камеамеа I, 1883 (Sc #47).
- Король Уильям Чарльз Луналило, 1883 (Sc #48).
- Королева Эмма Калелеоналани Наокинаэа (англ. Queen Emma of Hawaii), 1883 (Sc #49).
- Королева Лидия Камакаокинаэа Лилиуокалани, 1891 (Sc #52).
- Президент Сэнфорд Доул, 1894 (Sc #79).
- Политик Лоррин Эндрюс Терстон (англ. Lorrin A. Thurston), 1896 (Sc #O1).

- Люди на почтовых марках Гавайев
- Камеамеа III, 1853 (Sc #6)
- Камеамеа V, 1866
 (Sc #32)
- Матео Кекуанаоа, 1871
 (Sc #34)
- Виктория Кухина-нуи Гавайская, 1878
 (Sc #30b)
- Лилиуокалани, 1891
 (Sc #52)
- Эмма Калелеоналани, 1893 (Sc #73)
- Сэнфорд Доул, 1894
 (Sc #79)
- Лоррин Эндрюс Терстон, 1896 (Sc #O5)

## Прочее
На одной из фискальных марок Гавайев можно найти портрет короля Камеамеа I. В частности, он был запечатлён на фискальной марке 1897 года, номиналом в 1 доллар.
Изображения личностей, имеющих прямое отношение к Гавайям и гавайской истории, появлялись позднее на почтовых марках США, как, например, памятник королю Камеамеа I (англ. Kamehameha Statue) на американской марке 1937 года.
- Фискальная марка Гавайев (Sc #R11): король Камеамеа I (1897)
- Почтовая марка США (Sc #799): памятник королю Камеамеа I (1937)